# Ferik
Ferik là một đô thị thuộc tỉnh Armavir, Armenia. Dân số ước tính năm 2011 là 418 người.